# Bob Charles
Bob Charles (Southampton, 26 de diciembre de 1941 - ibídem, 9 de marzo de 2014) fue un futbolista británico que jugó en la demarcación de portero.

## Biografía
Formado en las categorías inferiores del club, debutó como futbolista el 26 de septiembre de 1959, cuando aún contaba 17 años, con el Southampton FC, en un partido contra el Shrewsbury Town FC al sustituir al lesionado Tony Godfrey. Jugó durante dos temporadas en el club, llegando a ganar la Football League One en 1960. En 1961 fue traspasado al Weymouth FC, donde jugó otras dos temporadas. Un año después fue el Hastings United FC quien se hizo de sus servicios. Finalmente en 1964 se retiró como futbolista a la temprana edad de 23 años debido a una lesión en el codo.
Falleció el 9 de marzo de 2014 a los 72 años de edad en Southampton.

## Clubes
| Club               | País       | Año         |
| ------------------ | ---------- | ----------- |
| Southampton FC     | Inglaterra | 1959 - 1961 |
| Weymouth FC        | Inglaterra | 1961 - 1963 |
| Hastings United FC | Inglaterra | 1963 - 1964 |

## Palmarés

### Campeonatos nacionales
| Título              | Club           | País       | Año  |
| ------------------- | -------------- | ---------- | ---- |
| Football League One | Southampton FC | Inglaterra | 1960 |